# Chenecey-Buillon
Chenecey-Buillon – miejscowość i gmina we Francji, w regionie Burgundia-Franche-Comté, w departamencie Doubs.
Według danych na rok 1990 gminę zamieszkiwało 445 osób, a gęstość zaludnienia wynosiła 27 osób/km² (wśród 1786 gmin Franche-Comté Chenecey-Buillon plasuje się na 348. miejscu pod względem liczby ludności, natomiast pod względem powierzchni na miejscu 167.).